# Anton Trón
Anton Trůn (* 10. červen 1926, Motyčky - † 26. říjen 1996, Prešov) byl slovenský herec. Otec herce Jaroslava Tróna.

## Životopis
Anton Trón byl původně úředníkem. Bohaté divadelní zkušenosti získal v Divadelním souboru ROH ve Svitu. Od roku 1957 působil v Krajském divadle v Spišské Nové Vsi, v letech 1960–1963 i jako umělecký šéf divadla . Toho roku se stal členem činohry Divadla Jonáše Záborského v Prešově, v letech 1980–1983 pracoval jako její umělecký šéf .
Jeho zemité realistické herectví emocionální hloubky a citové měkkosti nejosobnější rezonovalo v žánru tragikomedie, zejména v postavách slovenské dramatiky, kde komplexně zmapoval mentalitu slovenského člověka. Trónův zvláštní typ se zejména v 70. a 80. letech uplatňoval i ve filmu a v televizi.
V roce 1984 dostal titul zasloužilý umělec.

## Filmografie
- 1964: Případ Barnabáš Kos (Vavruš)
- 1967: Smlouva s ďáblem
- 1976: Růžové sny (otec)
- 1978: Zlaté časy (čiroku)
- 1979: Zajímavosti dálavy
- 1980: Otec mě zděř tak či tak (strýc Rafael)
- 1980: Pomsta mrtvých ryb (vrátný)
- 1981: Nevěra česky (Jašterčiak)
- 1981: Noční jezdci (inspektor)
- 1981: Pták Nociar (správce chaty)
- 1982: Na konci dálnice (Mickin otec)
- 1982: Pásla koně na betonu (Pišta Koval)
- 1982: Předčasné léto (školník)
- 1983: Muž není žádoucí (ředitel Halas)
- 1986: Šestá věta
- 1995: ... koně na betonu (Mihál)